# Luiz Carlos Peters
Luiz Carlos dos Santos Peters, mais conhecido como Carlito Peters (Penápolis, 15 de novembro de 1932 — São Paulo, 15 de fevereiro de 2003), foi um futebolista brasileiro.

## Biografia
Carlito Peters dedicou toda sua vida à paixão pelos esportes. Filho de um grande aficionado e atleta amador, Adelino Peters, começou a jogar futebol junto com os irmãos Dirceu e Nena; ambos também se tornaram jogadores profissionais, Dirceu pelo Guarani Futebol Clube e Nena pela Portuguesa Santista. 
Uma de suas grandes paixões foi o Clube Atlético Penapolense, do qual participou desde sua fundação, em 1944. Começou na recém-criada equipe juvenil, junto a Nena. Seu irmão mais velho, Dirceu, era goleiro da equipe principal. Desde então foi avançando em sua carreira profissional como jogador, diretor técnico, empresário e promotor de eventos. Teve uma carreira internacional de grandes êxitos mas sempre retornava à paixão antiga, o CAP, ao qual dedicou-se até os últimos dias de sua vida.
Depois do CAP passou passou por várias equipes, incluindo o Bandeirante Esporte Clube (1950), a Associação Ferroviária de Esportes (1956), a  Associação Atlética Portuguesa (1958), o São Paulo Futebol Clube (1959), o Club Deportivo Oro de Jalisco (1960), e os Pumas da UNAM Club Universidad Nacional Autónoma de México (1961-64)1961-64 Pumas UNAM, Club Universidad Nacional Autónoma de México  , onde finalizou sua carreira como jogador. Começou sua carreira de treinador ainda quando jogava pelo Oro de Guadalajara e treinou sua equipe juvenil mas a partir de 1965 passou a atuar como diretor técnico de várias equipes.  No começo dos anos 70 também foi vereador da Camara da Prefeitura de Penápolis e presidente da Comissão Central de Esportes (CCE). Entre as equipes que atuou como diretor técnico encontram-se o Clube Atlético Penapolense CAP (várias atuações entre 1965 e 1973), os Pumas UNAM, Club Universidad Nacional Autónoma de México (1963, 1973-4), Operário Futebol Clube (1975), o Club Deportivo Toluca (1975-6), o Puebla Futbol Club (1977-8) e vários outros. 

## A filosofia do esporte
Para Carlito, a prática de esportes adicionava beleza e paixão à vida. Porém, ele tinha também convicção que o esporte era um elemento importante na educação e formação da juventude: essencial para uma vida saudável e na prevenção ao uso de drogas, mas também para a formação do caráter e da civilidade através da valorização de atitutes éticas e justas, do incentivo à coesão social, à solidariedade, à força de vontade. Carlito acreditava que o esporte podia atuar como um agente importante na construção de uma sociedade mais justa e bela. 

## 50 anos do Troféu Faixa Azul
Carlito Peters fez parte da equipe da Portuguesa Santista que disputou 14 jogos no continente africano no ano de 1959. Essa excursão vitoriosa rendeu o troféu Fita Azul para a Portuguesa. Ocorreu também nessa viagem um importante incidente diplomático na África do Sul, onde as autoridades locais impediram que jogadores brasileiros negros participassem dos jogos naquele território. Os jogadores da Portugues se recusaram a disputar a partida naquelas condições e até o presidente JK teve participação no ocorrido, quando enviou seu representante diplomático para que impedisse a realização do evento.

## Currículo resumido
Formação e atuação política
1975 Licenciado em Educação Física pela Associação de Ensino Marechal Cândido Rondon, Escola Superior de Educação Física e Técnicas Desportivas de Araçatuba
1969-73 Vereador da Câmara Municipal de Penápolis
1970-73 Presidente da CCE, Comissão Central de Esportes de Penápolis
Carreira futebolística
Atuação como jogador
1946 Começa a jogar futebol pela equipe juvenil e depois passa para a equipe principal do Clube Atlético Penapolense, CAP, Penápolis, SP
1950 Bandeirante Esporte Clube, Birigui, SP
1952 Associação Ferroviária de Esportes, SP
1956 Associação Atlética Portuguesa, Santos, SP
1959 São Paulo Futebol Clube, São Paulo, SP 
1960 Club Deportivo Oro de Jalisco, Guadalajara, México
1961-64 Pumas UNAM, Club Universidad Nacional Autónoma de México  
Atuação como diretor técnico
1960 Equipe Juvenil do Club Deportivo Oro de Jalisco, Guadalajara, México
1963 Pumas UNAM, Club Universidad Nacional Autónoma de México
1965-73 Clube Atlético Penapolense CAP (várias atuações entre 1965 e 1973)
1973-74 Pumas UNAM, Club Universidad Nacional Autónoma de México
1975 Operário Futebol Clube, Campo Grande, MS 
1975-76 Club Deportivo Toluca, Toluca, México 
1977 América Futebol Clube, São José do Rio Preto, SP 
1977-78 Puebla Futbol Club, Puebla, México  
1979 Tigres, Universidad Autónoma de Nuevo León, Monterrey, México 
1981 Club Jaiba Brava del Tampico Madero, Tampico, México
1997-2002 Presidente do Clube Atlético Penapolense CAP
Atuação no boxe
1982-1990 Organizador de eventos e empresário de diversos boxeadores, incluindo título mundial de superpenas pelo WBC Conselho Mundial de Boxe de Francisco Tomaz da Cruz contra Julio Cesar Chaves em 1987
Comentarista Esportivo na Televisão Mexicana
1978 Copa do Mundo de Futebol, Argentina
1982 Copa do Mundo de Futebol, Espanha 
1986 Copa do Mundo de Futebol, México